# 道の駅愛ランド湧別

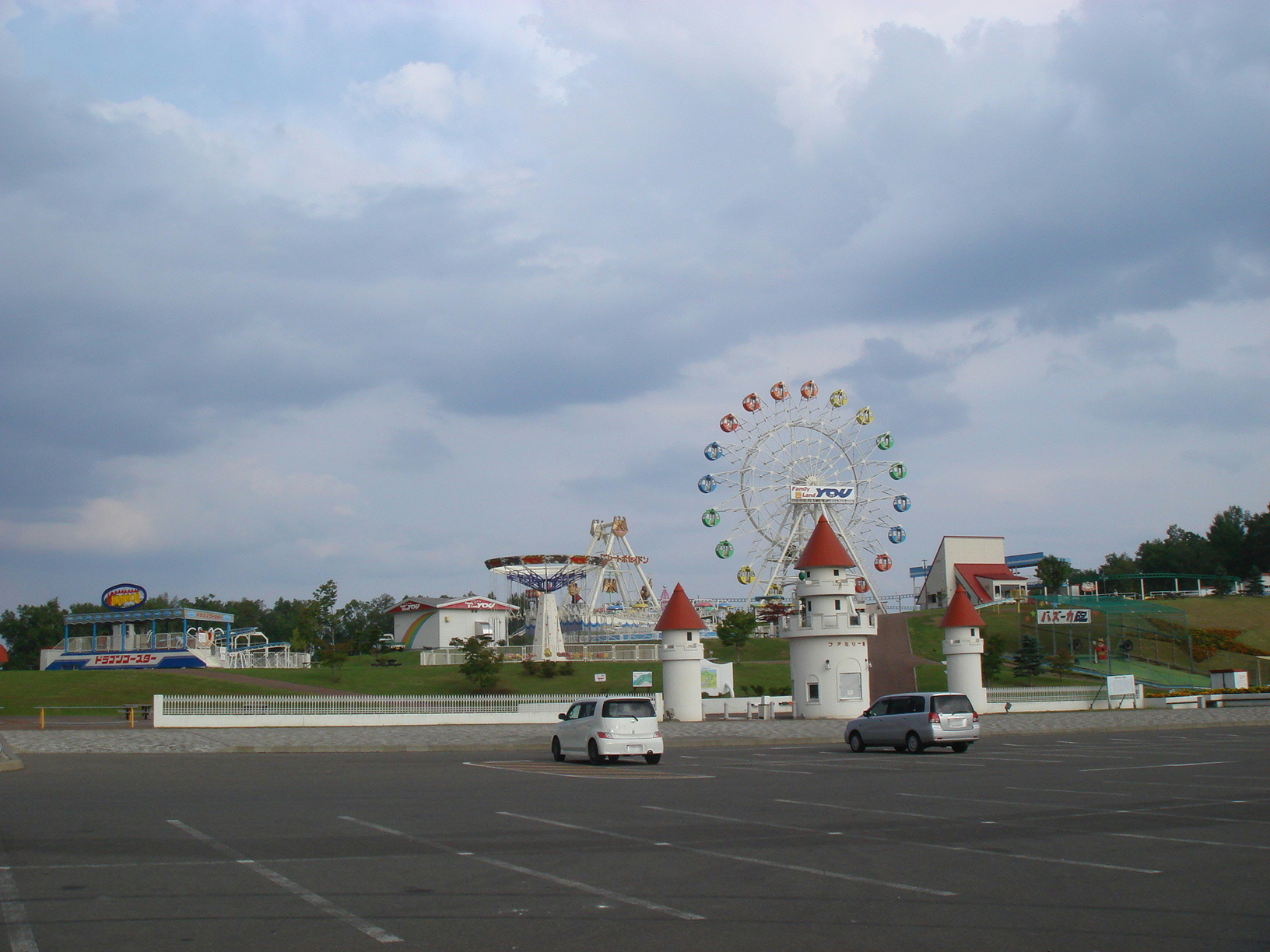
ファミリー愛ランドYOU

道の駅愛ランド湧別（みちのえき あいランドゆうべつ）は、北海道紋別郡湧別町にある国道238号・国道242号の道の駅である。
遊園地ファミリー愛ランドYOU（ファミリーあいランドゆう）が併設されており、観覧車、バイキング、回転ブランコ、ゴーカートなどで遊ぶことができる。

## 施設
- 駐車場
  - 普通車：202台
  - 大型車：5台
  - 身障者用：2台
- トイレ（いずれも24時間利用可能）
  - 男：大 4器、小 8器
  - 女：7器
  - 身障者用：1器
- 公衆電話：2台
- 物産店「YOUショップ」（9:00 - 17:00）
- レストラン「彩湖」（11:00 - 19:00）
  - 客席数102席、和室4室（144名収容可）

### 施設会社名
- 財団法人湧別振興公社

## 休館日
- 毎週月曜日（月曜日が祝日の時は翌日）

## ファミリー愛ランドYOU

### 営業日・休館日
- 営業期間
  - 4月29日 - 10月第2月曜日（体育の日）
- 営業時間
  - 9:30 - 17:00（9月21日からは16:00まで）
- 休園日
  - 毎週月曜日（月曜日が祝日の場合、翌日休園）
  - 雨天時
- 利用料金
  - 入園料は無料
  - 1日乗り放題券1,600円（3才以上）
  - 回数券 単券1枚 100円 11枚綴り 1,000円
  - 払い戻しを行っていないので注意

### アトラクション
- アトラクション
  - 観覧車
  - グレートポセイドン（バイキング）年齢制限あり
  - チェーンタワー（回転ブランコ）
  - パラトルーパー
  - ドラゴンコースター 身長制限あり
  - サイクルモノレール 身長制限あり
  - ゴーカート 身長制限あり
  - バンパーボート 身長制限あり
  - エアーファイター
  - ロングすべり台（ローラーすべり台）（無料）
  - パークゴルフ 9ホール
  - パットパットゴルフ（無料）
  - ジャングルジム（無料）

## サロマ湖いこいの森
サロマ湖いこいの森自然遊歩道（サロマ湖パノラマコース・野鳥の森ふれあいコース）は、ファミリー愛ランドYOUに隣接しており、天然林の木立に囲まれた2,400 mある遊歩道にはサロマ湖畔があり、森林浴やスタンプラリーができるようになっている。

## アクセス
- 国道238号 - 登録路線
- 国道242号 - 重複

## 周辺
- サロマ湖
- サロマ湖いこいの森